# Asotin
Asotin é uma cidade localizada no estado norte-americano de Washington, no Condado de Asotin.

## Demografia
Segundo o censo norte-americano de 2000, a sua população era de 1095 habitantes. 
Em 2006, foi estimada uma população de 1125, um aumento de 30 (2.7%).

## Geografia
De acordo com o United States Census Bureau tem uma área de 
3,1 km², dos quais 2,7 km² cobertos por terra e 0,4 km² cobertos por água. Asotin localiza-se a aproximadamente 296 m acima do nível do mar.

## Localidades na vizinhança
O diagrama seguinte representa as localidades num raio de 20 km ao redor de Asotin. 